# エイブラハム・G・ミルズ

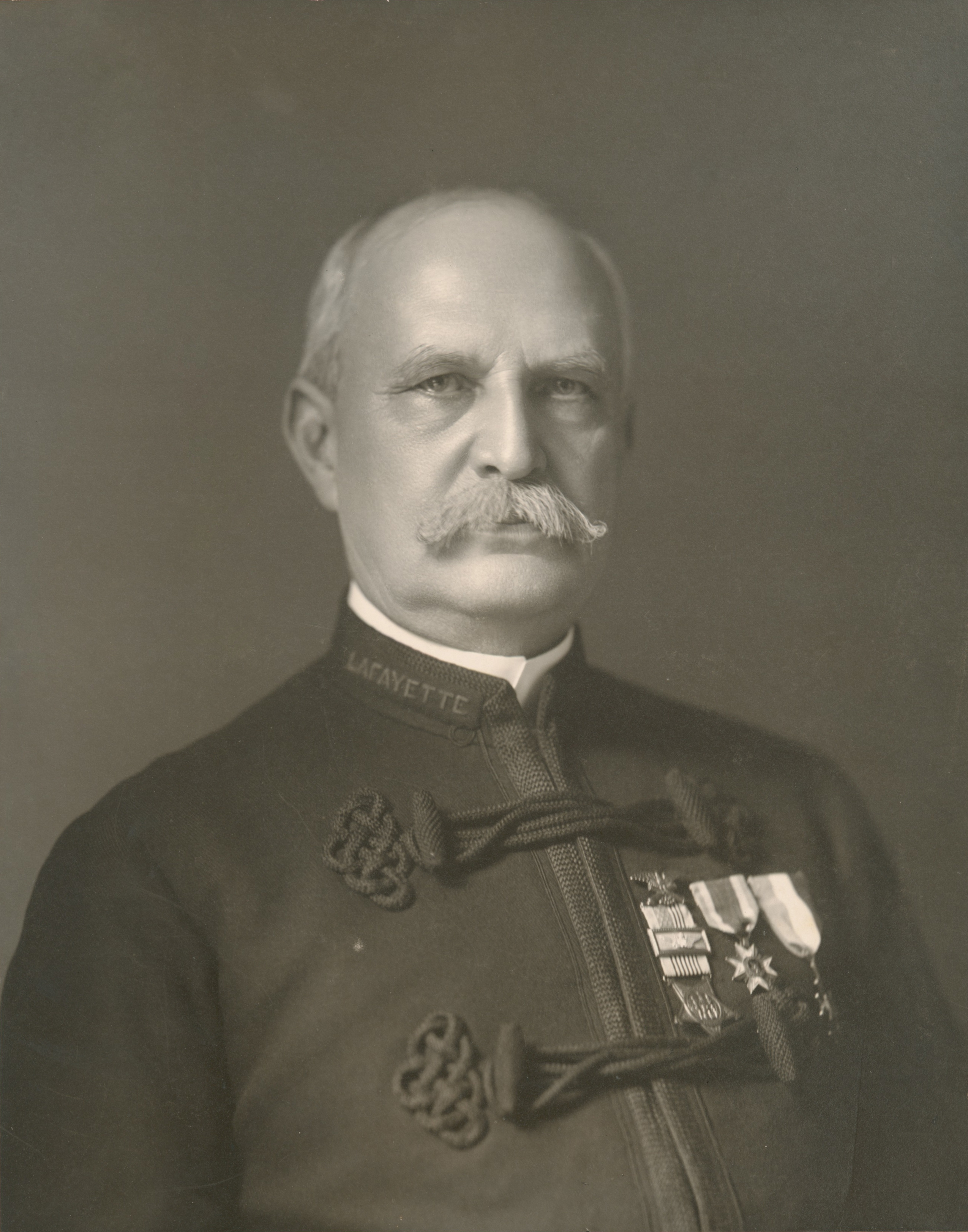
エイブラハム・G・ミルズ

エイブラハム・ギルバート・ミルズ（Abraham Gilbert Mills、1844年3月12日 - 1929年8月26日）は、ナショナルリーグの第4代会長（在任: 1883年 - 1884年）である。野球の発明者がアブナー・ダブルデイであると認定した「ミルズ委員会」の委員長として最もよく知られている。

## 若年期
ミルズは1844年3月12日にニューヨークで生まれ、そこで育った。1862年9月にアメリカ陸軍に入隊した。第5ニューヨーク志願歩兵隊で二等兵として短期間勤務した後、その姉妹連隊とされる第165ニューヨーク歩兵連隊に軍曹として召集された。軍務中も野球を続け、後の回想で「野戦の用具と一緒にバットとボールを詰め込んでいた」と述べている。1862年のクリスマスの日にサウスカロライナ州ヒルトンヘッドアイランドで行われた野球の試合に、第165ニューヨーク歩兵連隊と北軍連隊の兵士9人と共に参加している。1864年に少尉に昇進し、南北戦争終戦後の1865年9月1日に名誉除隊した。退役後は合衆国忠誠軍団軍人会と南北戦争従軍軍人会に所属し、上に掲げる肖像写真では両方の団体のメダルを身に着けている。
その後、ミルズは法律を学ぶためにワシントンD.C.のコロンビアン・ロースクール（現 ジョージ・ワシントン大学）に入学した。ミルズはロースクール在学中にオリンピック・ベースボール・クラブを立ち上げ、選手としても活動した。ミルズは若い投手アルバート・スポルディングを自分のクラブにスカウトしようとして失敗した。1872年、ミルズはメアリー・チェスター・スティール(Mary Chester Steele)と結婚し、3人の娘をもうけた。1876年に弁護士資格を得て、一家でイリノイ州シカゴに移り住んだ。そこでミルズのキャリアは予想外の方向に向かうことになる。

## ナショナルリーグ会長
19世紀後半、ナショナルリーグなどのプロの野球リーグのチームは、ノンリーグ（プロリーグに所属しない）のチームと契約中の選手と契約するのが一般的だった。同一チームから複数人がまとめて引き抜かれることも多くあり、選手を失った多くのノンリーグチームは解散に追い込まれた。ミルズは新聞記事で、この悪しき慣行の倫理性に疑問を投げかけ、ノンリーグチームからの選手の強奪を防ぐための提案を行った。当時のナショナルリーグ会長のウィリアム・ハルバートがこの記事に着目し、これを正式な方針とするための解決策の起草をミルズに求めた。その結果、1877年にリーグ・アライアンスが結成された。ハルバートはミルズをナショナルリーグの相談役に任命し、1882年にハルバートが死去した後、1883年に全会一致でミルズが会長に選出された。
ミルズの任期中のナショナルリーグにおける一番の問題は、シーズン途中で選手がより高い年俸を求めて別のリーグのチームに移籍することだった。1883年、ミルズは、当時存在した3つのプロリーグ（ナショナルリーグ、アメリカン・アソシエーション、ノースウェスタン・リーグ）の代表を集めた「ハーモニー会議」(Harmony Conference)を開催した。この会議において「プロ野球クラブ全米協定」（National Agreement of Professional Base Ball Clubs、「三者協定」とも呼ばれる）が締結された。この協定には、各チームはシーズン終了時に11人の選手を保留選手として確保し、その選手は翌シーズンを通じてそのチームでプレーすることが規定された。この協定は選手たちの不評を買い、一部の選手は1884年のシーズン向けてユニオン・アソシエーション(UA)という新たなリーグを結成した。UAは、保留選手も年俸制限も認めなかった。ミルズは、離反者には永久追放と重い罰金を科すと選手たちを脅したが、それにもかかわらず多くの選手がUAへの移籍を選んだ。しかし、UAは観客動員が伸び悩み、運営基盤の弱いチームの離脱が相次いだことで、1シーズンでリーグは解散した。
UAに移籍した選手たちはナショナルリーグへの再加入を希望したが、ミルズはそれを頑なに拒んだ。しかし、リーグは収益を上げるために、元UAの選手に復帰を認めることを決議した。特に、UAの創設者であるヘンリー・ルーカスがセントルイス・マルーンズのオーナーとしてナショナルリーグに復帰したことに屈辱的な敗北を感じたミルズは、ナショナルリーグ会長を辞任した。その後もミルズは、ナショナルリーグの非公式な相談役を続けた。

## ミルズ委員会
1888年、アルバート・スポルディングはスター選手を引き連れて世界一周旅行を行い、世界各地で野球を行った。帰国後、選手たちを称える晩餐会が開かれ、ミルズが司会を務めた。この席において、野球の起源についての話題が上がった。当時から、野球はイングランドのラウンダーズから発展したものだとする説と、アメリカで生まれたものだとする説とがあり、愛国心に駆られた参加者が「ノー・ラウンダーズ!」と声を上げる様子も見られた。この様子を見たスポルディングは、野球の起源について関心を持つようになった。1903年、スポルディングの親友のヘンリー・チャドウィックが、野球の起源はラウンダーズであるとする論文を発表した。スポルディングはすぐさまそれに反論する論文を書き、この問題を解決するための委員会の設置を提案した。チャドウィックもこれに同意し、1905年にミルズを委員長とする委員会が設置された。
ミルズ委員会は、ミルズのほか以下の6名で構成された。
- モーガン・バークリー - ナショナルリーグ初代会長
- アーサー・P・ゴーマン（英語版） - ワシントン・ベースボールクラブの元選手、元会長
- ニコラス・ヤング（英語版） - ナショナルリーグ初代幹事、第5代会長
- アル・リーチ - フィラデルフィア・アスレチックス元選手
- ジョージ・ライト - ボストン・レッドストッキングス元選手
- ジェームズ・エドワード・サリバン（英語版） - アマチュア運動連合会長

委員会は、全米に配布された出版物を通じて、野球の起源に関する情報の提供を呼びかけた。これに対し、コロラド州デンバーに住む71歳の鉱山技師アブナー・グレイブスが、アブナー・ダブルデイが野球を発明したという情報を提供した。グレイブスによれば、ダブルデイはニューヨーク州クーパーズタウンにある学校の生徒達のために、タウンボールのルールの改良を行ったという。また、グレイブスは、ダブルデイが「ベースボール」と呼んでいたゲームがプレイされるのを実際に見たと主張した。ミルズ委員会は、この主張を調査をすることもなく受け入れた。彼らは野球を「アメリカ的なスポーツ」として普及させたいと考えており、野球の神話的な始まりとしてこの話を受け入れたのだった。ミルズ委員会は「ミルズ委員会報告」として、ダブルデイが野球の発明者であると宣言した。以降半世紀にわたり、この報告書は野球の起源に関する権威のある文章として扱われ続けた。しかし、実際にはグレイブスの話は捏造の可能性が高い。現在では、野球はラウンダーズから発展したというチャドウィックの主張のほうが正しかったと認められている。ミルズ自身は、自身の委員会の調査結果の妥当性に疑問を抱いていたようであり、ダブルデイ説を証明する決定的な証拠はなかったと認めている。

## その後のキャリア
ミルズはシカゴのヘイル・エレベーター社に長く務めた後、1898年に同社が代理店を務めていたオーチス・エレベータ・カンパニーのヴァイス・プレジデントに就任し、亡くなるまでその職にあった。晩年にはアマチュアスポーツに関わり、ニューヨークアスレチッククラブの会長を務め、1921年にはアメリカオリンピック協会の会則を策定した。アディロンダック山地保護協会を主宰し、1932年レークプラシッドオリンピックの計画にも携わった。
1929年8月26日にマサチューセッツ州ファルマスで死去した。